# مهموئي (شاخنات)
مهموئي (بالإنجليزية: Mahmui, Birjand)‏ هي مستوطنة تقع في إيران في قسم شاخنات الريفي. يقدر عدد سكانها بـ 726 نسمة .